# Bump n' Grind
Bump n' Grind è un singolo del cantante R&B statunitense R. Kelly, pubblicato nel 1994 ed estratto dall'album 12 Play.
Il brano è considerato essere una pietra miliare per il genere R&B.

## Versioni ufficiali
- Bump n' Grind (LP version) (1994) - 4:16
- Bump n' Grind (Old School Remix) (1997) - 4:28
- Bump n' Grind (How I Feel It Extended Mix) (1994) - 5:42

## Cover
Nel 2014 il duo di musica house Waze & Odyssey ha prodotto il brano Bump & Grind 2014, in cui è tra l'altro presente un sample di Push the Feeling On dei Nightcrawlers.